# Eptatretus atami
Eptatretus atami – gatunek bezszczękowca z rodziny śluzicowatych (Myxinidae).

## Zasięg występowania
Okolice Japonii.

## Cechy morfologiczne
Osiąga 50, maksymalnie 61 cm długości. Sześć par worków skrzelowych, położonych blisko siebie w linii prostej. Aorta brzuszna rozdziela się między 5 a 6 parą worków skrzelowych. 71–79 gruczołów śluzowych, w tym 12–19 przedskrzelowych. Płetwa brzuszna niewielka, bądź szczątkowa.

## Biologia i ekologia
Występuje na głębokości 300–536 m. 
Gonady znajdują się w jamie otrzewnej, w przedniej części znajdują się jajniki, w tylnej jądra. Jeśli przednia lub tylna część gonady rozwinie się szybciej, to osobnik staje się samcem lub samicą, jeśli obie rozwiną się jednocześnie staje się on hermafrodytą. Jeśli nie rozwiną się obie, pozostanie bezpłodny.